# Eauripik
L'atoll d'Eauripik est situé dans les îles Carolines dans l'océan Pacifique. Il appartient aux îles extérieures de Yap. Il constitue une municipalité de l'État de Yap des États fédérés de Micronésie. Dans le cadre des élections législatives internes à l'État de Yap, la municipalité appartient avec celles d'Ifalik et de Faraulep au quatrième district électoral. Ce district élit pour quatre ans un sénateur au scrutin uninominal majoritaire à un tour,. L'atoll est localisé à environ 108 km au sud-ouest de Woleai. La population est de 114 personnes en 2010.

## Géographie

### Topographie
L'atoll corallien d'Eauripik est constitué de trois îles couvrant une superficie de 0,256 km2. Il s'étend sur 11 km de long et 3 km de large et comprend un lagon de 5,921 km2. Il y avait originellement six îles mais deux d'entre elles ont été emportées par les vagues d'un typhon dans les années 1970. Les îles restantes sont d'ouest en est : Edarepe (Yaetalhiipiy), une plage de sable à l'ouest de l'atoll, Oao (Oau) au centre-nord, Eauripik (Aurepik) et Siteng (Sitiing) à l'extrémité est. Ces trois dernières sont couvertes de cocotiers. Les îles ayant disparu, Elangkileku (Aelangakiit) et Bekefas (Pigefash), étaient situées au sud-est de Oao, sur la frange sud de l'atoll.

### Démographie
| 1925       | 1930       | 1935       | 1958 | 1967       | 1973 |
| ---------- | ---------- | ---------- | ---- | ---------- | ---- |
| 103 (est.) | 110 (est.) | 102 (est.) | 141  | 149 (est.) | 127  |

| 1980 | 1987 | 1994 | 2000 | 2010 | - |
| ---- | ---- | ---- | ---- | ---- | - |
| 121  | 101  | 118  | 113  | 114  | - |

## Histoire
Les îles Carolines sont sous domination espagnole du XVIe siècle jusqu'à la fin du XIXe siècle, mais la plupart des communautés des îles de l'actuel État de Yap n'ont que peu de contacts avec les Européens et vivent en toute indépendance. En 1885, à la suite d'un conflit entre l'Espagne et l'Allemagne, l'arbitrage de Léon XIII en confirme la possession à l'Espagne contre des avantages commerciaux pour l'Allemagne. Celle-ci acquiert ces îles en 1899 et les intègre à la Nouvelle-guinée allemande. Au début de la première guerre mondiale, en 1914, l'empire du Japon occupe la zone. Cette occupation est légalisée dans le cadre du mandat des îles du Pacifique créé en 1919 par la Société des Nations. Les îles Carolines passent en 1944 sous le contrôle des États-Unis, qui les administrent en tant que Territoire sous tutelle des îles du Pacifique dans le cadre d'un mandat de l'ONU reçu en 1947. Les États fédérés de Micronésie accèdent à l'indépendance en 1986.

## Toponymie
L'atoll d'Eauripik a été dénommé Auripik, Aurupig, Aurupik, Eourypyg, Eurupig, Iuripik, Jaurepik, Juripik, Kama, Low Islands, Yaurwpiig, Yoropie , Yorupikku, Yroupikku To ou Yuripik. Son île principale a parfois été individualisée sous le nom de Aurepik.